# 清水物語
『清水物語』（きよみずものがたり）は、朝山意林庵による江戸時代前期の問答体の仮名草子。出版者は敦賀屋久兵衛。

## 概要
1638年（寛永15年）刊行、2巻本。当時のベストセラーで、本書を受けて執筆された『祇園物語』によれば、京田舎で二、三千部も売れたという。
上巻は清水観音での巡礼者と老人との問答、下巻は上人と男との問答などをそれぞれ聞書きにした、という問答体の形式をとり、仏教を批判し儒教道徳を説いたもので、教義問答体小説の先駆となった。序文には「文章のよきをこのむ人は、三史文選などを見るべし。（略）今此物語は、一つの心ざす所ありと見るべし。心ざす所の他は、いずれも古の草紙には劣れるならん」と書かれている。